# Norway Rocks
Die Norway Rocks (aus dem Englischen wörtlich übersetzt Norwegenfelsen) sind Rifffelsen von nicht eindeutig geklärter geographischer Lage im antarktischen Rossmeer. Vorgeblich liegen sie 6 km südlich des Bernacchi Head der Franklin-Insel.
Der britische Polarforscher James Clark Ross entdeckte sie 1841. Der norwegische Polarforscher Carsten Egeberg Borchgrevink benannte sie im Zuge seiner Southern-Cross-Expedition (1898–1900).